# Stinka (Verhnea Sîrovatka), Sumî
Stinka (în ucraineană Стінка) este un sat în comuna Verhnea Sîrovatka din raionul Sumî, regiunea Sumî, Ucraina.

## Demografie
Componența lingvistică a localității Stinka
     Ucraineană (89,66%)
     Rusă (9,48%)
     Alte limbi (0,86%)
Conform recensământului din 2001, majoritatea populației localității Stinka era vorbitoare de ucraineană (89,66%), existând în minoritate și vorbitori de rusă (9,48%).